# Supertônica
Supertônica ou sobretônica na teoria musical é um dos graus da escala musical e, na música tonal e no modo maior das escalas representa o segundo grau, localizado entre os graus tônica e a mediante.
Cada grau da escala recebe um nome de acordo com a sua função exercida na escala. O termo “super” do latim significa “acima de”, indicando “vem acima da tônica”. Tem duas funções resolutivas; a primeira, em direção à nota inferior tônica (I grau) e a segunda, em direção à nota superior mediante (III grau). Mas apresenta maior tendência em direção à tônica, porém com menor força do que a sensível. 
O acorde principal é formado sobre o grau II de uma escala, que possui função meio-forte, é um grau que substitui a subdominante grau IV.